# Winckelmann Pelz-Fachverlag
Der Winckelmann Pelz-Fachverlag, kurz Winckelmann Verlag, wurde 1909 von Louis Winckelmann (* 1882 in Holstein; † 1937 in Deauville) mit ursprünglichem Sitz in Leipzig gegründet. Im selben Jahr veröffentlichte er, in einer Zeit der zunehmenden Telefonanschlüsse, das erste Adress- und Telefonbuch der Pelzbranche. Ursprünglich hatte er nur an einen kleinen Wandzettel gedacht, der die Pelzgroßhändler mit ihren Telefonnummern auflistet. Er bekam sofort von fünf Unternehmen Anzeigenaufträge für je einen Streifen der Tabelle. Von jetzt an erschien das Wandplakat, zunehmend größer werdend, alle sechs Monate. Auf Anregung seines Freundes, dem Pelzveredler und -händler Franz Märkle, Firma Märkle & Co., kamen in den 1920er Jahren Ausgaben in den jeweiligen Landessprachen für die meisten europäischen Staaten hinzu. Dies begründete eine Fachverleger-Familie, die weltweit Adressbücher und Zeitschriften für die sich schnell entwickelnde Pelzindustrie herausgab. Die „Winckelmänner“ waren nicht nur im deutschsprachigen Raum für die Taschenbücher letztlich ein feststehender Begriff innerhalb des Fachbereichs. Die Auflagenhöhen scheinen nicht publiziert worden zu sein, Ausgaben für das Pelzhandelszentrum Leipziger Brühl einschließlich Berlin und in anderen Ländern erschienen zeitweilig sogar zweimal im Jahr.
Louis Winckelmann verließ Deutschland am Tag nach der Machtergreifung Hitlers. Ralf (Ralph) Winckelmann (* 9. Oktober 1912; † 25./26. Juni 2002 in Saint-Jean-Cap-Ferrat/Nizza (Grabstätte?)) ging nach dem Verlassen der Schule nach England. In London besuchte er, neben der Assistenz bei den Adressbüchern, die Wirtschaftsschule. Nur englische und französische Ausgaben erschienen jetzt. 1935 besucht Ralf die Universität von Genua. 1937, nach dem Tod seines Vaters, führte Ralf die Hauptgeschäftsstelle, die er später nach London verlegte. Ralf Winckelmann war verheiratet mit Isabella Winckelmann (* 1916; † 6. September 1990). Ihre Söhne waren John und Christopher Winckelmann, die Tochter Teresa Pisani. John Winckelmann übernahm den Verlag von seinem Vater im Dezember 1989. Als Ralf Winckelmann im Alter von 90 Jahren starb, hinterließ er seinen Sohn John, die Tochter Teresa, vier Enkel und sieben Urenkel. Er liegt begraben in Beaulieu-sur-Mer, Frankreich. Unter den redaktionellen Beiträgen der Pelzhändler sticht, neben einigen anderen, besonders der Engländer Francis Weiss (1893–1982) hervor, der nebenbei auch einige englischsprachige Bücher veröffentlichte. Der gebürtige Ungar mit deutscher Mutter, lange Jahre in Leipzig wohnhaft und dort beruflich tätig, schrieb auch für die deutschen Ausgaben des Winckelmann Pelzmarkts.
Der Erste Weltkrieg (1914–1918) unterbrach die weltweite Ausweitung das Verzeichnisses, in den 1920er Jahren dehnte der Vertrieb sich dann auf die meisten europäischen Staaten aus. 1921 erschien die erste englische Ausgabe. 1941 wurden bei einem Bombenangriff auf London alle archivierten Winckelmann-Ausgaben zerstört, als eine Landmine in das John Schackman’s Building in der Cannon Street einschlug, gegenüber dem Firmensitz. Die anschließend gesammelten Ausgaben wurden der Guildhall Library (King Street), City Corporation, E. 1 und E. 8 District, übergeben. Auf allen Länderausgaben ist das Jahr 1909 als erstes Erscheinungsjahr für das Adressregister angegeben. 1994 schrieb der Herausgeber in einer Antwort auf eine Leserbriefanfrage, dass die ältesten der Bibliothek übergebenen Aufzeichnungen bis in das Jahr 1884 zurückreichen („earliest records back to 1884“).
Die Erzeugnisse waren in der Regel kostenlos, die Finanzierung erfolgte über Anzeigen des Großhandels, als da sind Rauchwarenhändler, Konfektionäre und Zulieferer. Einige große Firmen belegten sämtliche Länderausgaben, der Teil mit Annoncen anderer Länder überstieg bei kleineren Staaten teilweise den inländischen Adressteil. Die Druckwerke wurden an Kürschner und Einzelhandel sowie den Zwischenhandel versandt und auf den Fachmessen in Frankfurt am Main, Mailand usw. zur Mitnahme ausgelegt. Im Frankfurter Pelzhandelszentrum Niddastraße wurden sie an die dort ansässigen Unternehmen von Hand verteilt.
Nach dem Zweiten Weltkrieg traf sich die Pelzbranche in Basel, um einen Neuanfang der internationalen Beziehungen zu beginnen. Dem International Fur Industry Congress stand Ralf Winckelmann als Präsident vor. Das Ergebnis war die Gründung der International Fur Trade Federation.
Bei den Rauchwarenauktionen in London und Skandinavien legte John Winckelmann ein Diarium aus, in das sich die Einkäufer eintragen konnten, wenn sie ihren Besuch dokumentieren wollten. Im Winckelmann Sales Report erschien dann eine Rubrik, mit einem Text wie im Dezember 1974: „Diese Liste enthält die Namen der Einkäufer, die sich im Sales Report Register in der unteren Lobby des Copenhagen Fur Center eingetragen haben“.
Nach dem plötzlichen Tod des letzten Inhabers John Winckelmann im Dezember 2007 wurden alle Publikationen eingestellt. Die letzte Auflage des „Winckelmann Pelz & Markt“ erschien am 21. Dezember 2007. Der Verlag wurde 2009 vom Sohn Luke Winckelmann, Bad Homburg, Geschäftsführer seit 8. Mai 2008, offiziell aufgelöst.
Die neben dem Adressverzeichnis zusätzlich herausgegebenen großformatigen Wandtabellen mit den Adressen des Großhandels hingen in den Geschäftsräumen aller Rauchwarenhändler und sehr vieler Kürschner.
Über eine eventuell nähere Verwandtschaft der Familie mit dem bekannten Verleger Carl Georg Winckelmann (* 14. Dezember 1801; † 1. März 1875), Sohn und Geschäftspartner von Johann Christian Winckelmann, später Nachfolger in der Leitung des Verlages Winckelmann & Söhne (bis 1934), Berlin scheint nichts bekannt. Dieser war der Vater von Max Winckelmann, der ihm in der Geschäftsführung dieses Verlages nachfolgte.

## Verlagsgeschichte, Publikationen
Im 37. Adressverzeichnis für Großbritannien des Nachkriegsjahres 1946 sind bereits wieder sieben Ausgaben aufgeführt, für Länder, für die das Verzeichnis erscheinen wird:
1. Großbritannien (September 1946)
2. Frankreich (Ende 1946)
3. Skandinavien (November 1946)
4. Italien (September 1946)
5. Holland, Belgien, Schweiz (Ende 1946)
6. Südamerika, Spanien, Portugal (Ende 1946)
7. Britisches Commonwealth (Kanada, Südafrika, Australien, Neuseeland etc.) (Januar 1947).

Die in der Regel klein-oktav-formatigen Verzeichnisse mit Paperback-Einband waren üblicherweise mit einer Kordel zum Aufhängen und mit einem als Lesezeichen zu verwendenden Werbeanhänger versehen. Zusätzlich war die Rückseite meist als Ausklapper gestaltet, der ebenfalls als Lesezeichen genutzt werden konnte – alles mit Werbung versehen. Ein häufig wiederkehrender Bestandteil war ein Anhang mit der Übersetzung der Fellbezeichnungen in mehrere Sprachen.

### Deutschland
Louis Winckelmann publizierte 1909 in Leipzig das erste regelmäßig erscheinende Fachverzeichnis der Pelzbranche überhaupt. Bereits in den 1920er Jahren erschienen zusätzlich die meist jährlichen Wandtabellen mit den Adressen des Großhandels.
- 1935 erschien im Verlag Louis Winckelmann, Berlin-Halensee, Kurfürstendamm 136, die Winckelmanntabelle für die Tasche, Leipzig mit Anhang Berlin, 52. Ausgabe, 26. Jahrgang, II. Ausgabe 1935, gültig für das I. Halbjahr 1936. Der Umfang der wie üblich nach Branchen und Produktanbietern geordneten Ausgabe betrug 94 Seiten.[16]
- 1937 erschienen zwei Auflagen mit den Nummern 54 und 55. Die 56. Ausgabe des Adressverzeichnisses kam im Verlag Louis Winckelmann, Leipzig, Berlin-Halensee für das Jahr 1938 heraus.[17][18][19]

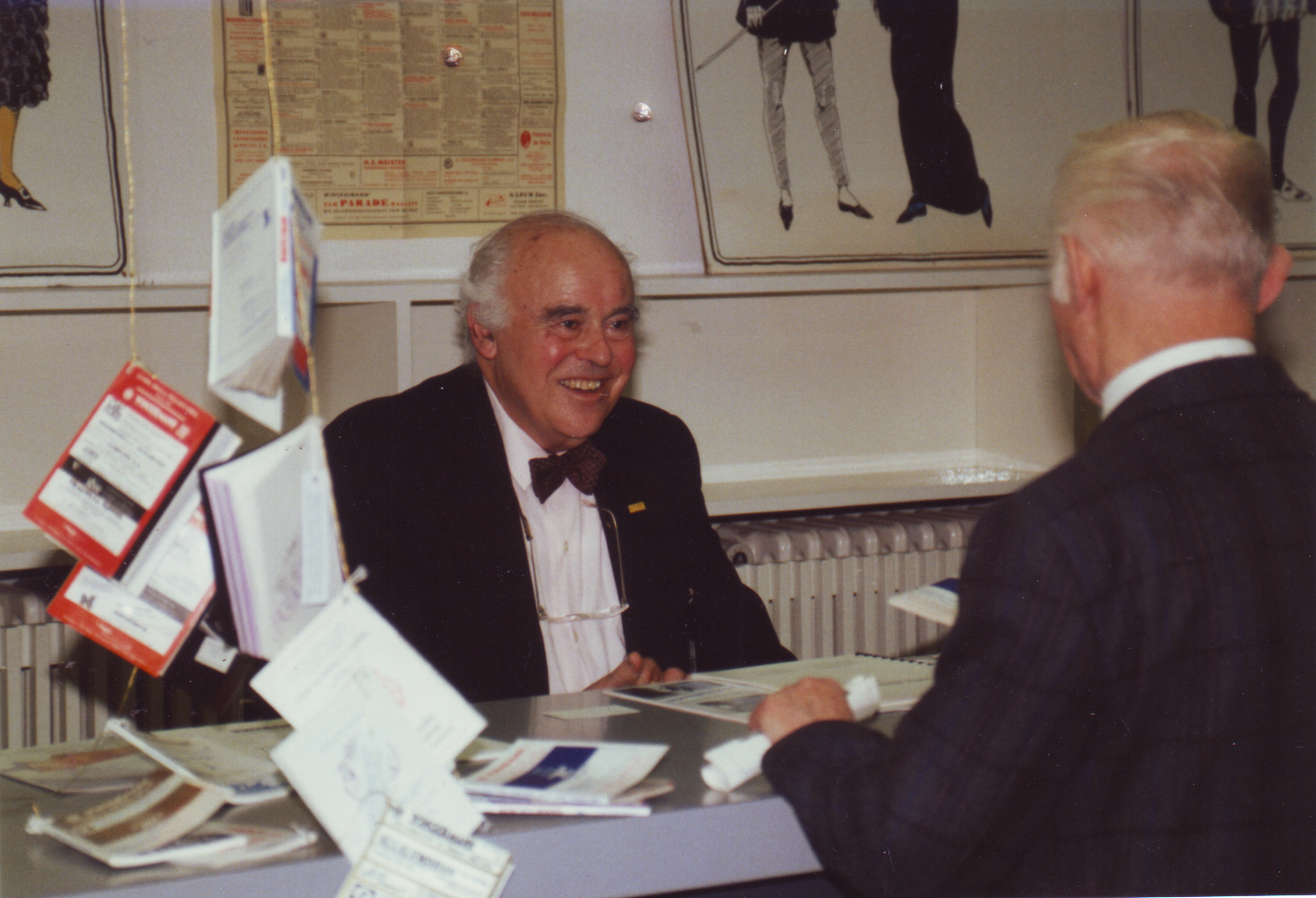
Ralf Winckelmann mit Adressverzeichnissen auf der Pelzmesse in Frankfurt am Main (1987)

- Die deutsche Nachkriegsausgabe für die Jahre 1950/51 trug die Nummer 59. Herausgeber war jetzt Ralf Winckelmann, 1 Broadhurst Gardens, Finchley Road, London N. W. 6, der Repräsentant in Frankfurt-Niederrath am Main war William Seiferth, Triftstraße 14. Sie hatte das Format 11,5 × 15,5 cm und umfasste bereits 332 Seiten.[20]

Der Ausgabe des Jahres 1953 lag eine Bestellkarte bei, adressiert an den Winckelmann-Verlag, William Seifferth, Frankfurt-M.-West 13, Postfach, mit der Bestellmöglichkeit für:
„1. ein Inserat im WINCKELMANN, Deutsche Ausgabe
2. ein Inserat im WINCKELMANN, Auslands-Ausgabe
Die Bücher erscheinen in folgenden Ländern:
1. Deutschland, 2. Grossbritannien, 3. Frankreich, 4. Skandinavien (Dänemark, Schweden, Norwegen, Finnland), 5. Belgien, Holland, Schweiz, 6. Italien, 7. Südamerika, Spanien, Portugal, 8. Kanada, Brit. Commonwealth, 9. New York, 10. Österreich
4. ein Buch der vorstehenden Ausgaben, Nr. …………
5. ein Inserat in WINCKELMANN's „Fur Parade“
6. ein Abonnement für WINCKELMANN's „Fur Parade“
7. Ihren Besuch“

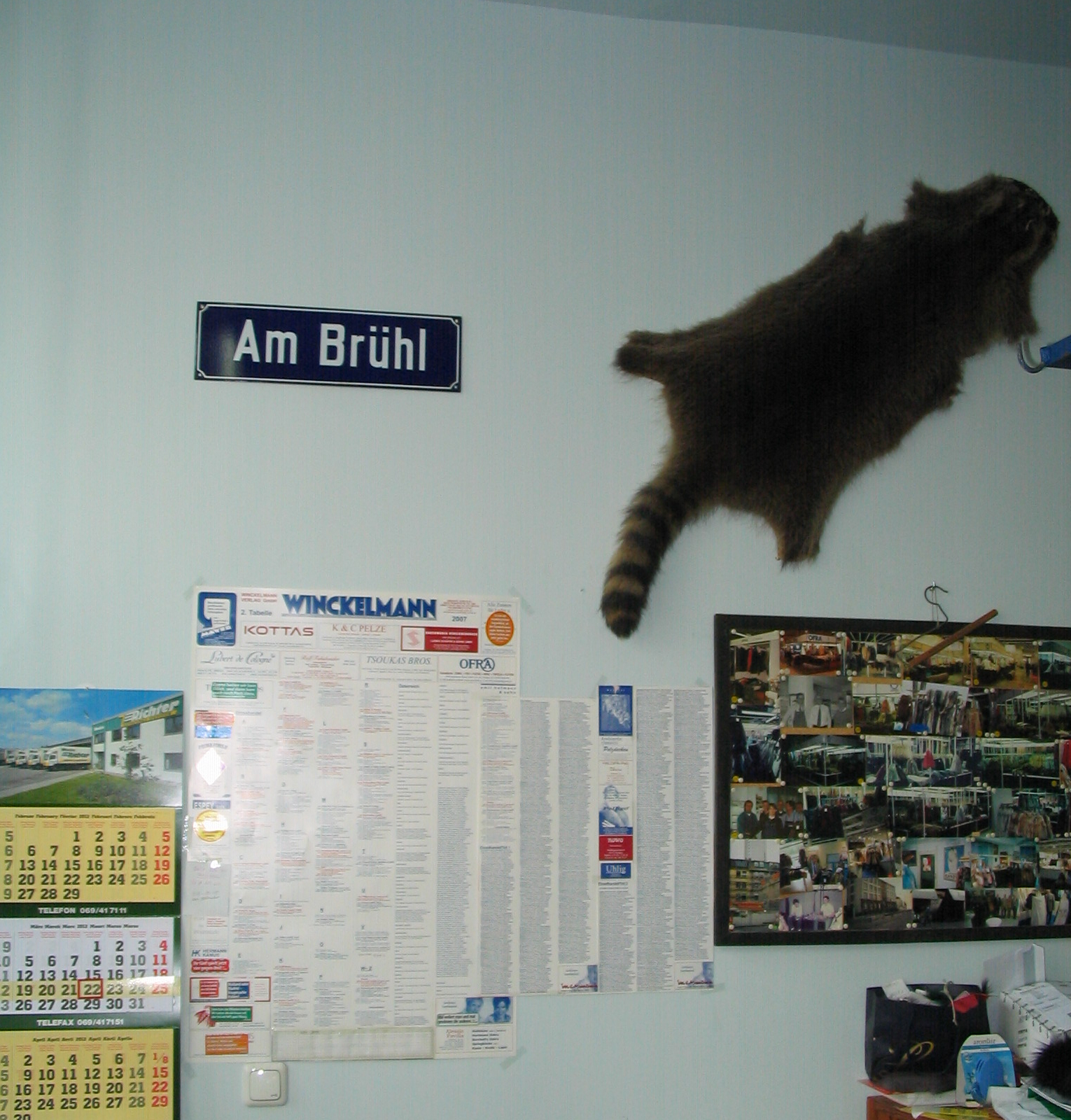
Winckelmann-Wandtabelle von 2007 bei einem Rauchwarenhändler in der Frankfurter Niddastraße (2012)

- Die 61. Auflage für das Jahr 1953 des Winckelmann – Fachadressbuch der Rauchwaren- u. Pelzwirtschaft und des Kürschnerhandwerks für Deutschland enthielt, entgegen ihres Titels, nur Adressen der Bundesrepublik (Westdeutschland). Es umfasste 282 Seiten und einen Anhang mit Fellnamen in vier Fremdsprachen.

- Noch 1955 wurde jedoch in der DDR ein Winckelmann, Adressbuch der Leipziger Pelzwirtschaft herausgegeben, ohne Auflagennummer. Es erschien jetzt im Hermelin-Verlag Dr. Paul Schöps, Leipzig, zusätzlicher Sitz in Westberlin. Viersprachig wies es auf der Titelseite auf die ehemals überragende Bedeutung der Stadt als Pelzhandelsmetropole hin: „Leipzig, Stadt der Pelze“. Das Heft für Leipzig und Umgebung hat die Größe 13 × 18 cm und enthält 36 Seiten, westdeutsche oder ausländische Anzeigen sind nicht enthalten. Lediglich die Winckelmann Publications London Ltd. wies auf ihre übrigen Länderausgaben ihres Adressbuches hin.[21]
- Das als 97. Auflage gekennzeichnete Fachadressbuch der Rauchwaren- und Pelzwirtschaft und des Kürschnerhandwerks Deutschland trägt die Jahreszahl 1989.
- Das Pelzadress-Register Deutschland 1991/92 war wohl das letzte, das in Buchform erschien. Es trug keine Auflagennummer und hatte nicht mehr das bisherige Größe DIN-A6, sondern ein höheres Format bei gleicher Breite.[22]
- Nach dieser Ausgabe sind offenbar nur noch Adressverzeichnisse in der Form von Wandtabellen herausgegeben worden, die letzte für das Jahr 2007.

In der Bundesrepublik erschien seit 1969 des Weiteren der Winckelmann Pelzmarkt – Wöchentliches Informations- und Anzeigenblatt für den deutschen Pelzhandel, später in Pelz & Markt umbenannt. Je nach Anzeigenaufträgen und Informationslage umfasste das DIN A4 große Heft vier bis etwa 18 Seiten. Eine Zeitlang schrieb der Frankfurter Rauchwaren-Kommissionär Rudolf Sonntag „Erzählungen“, aus und um das Geschehen am Pelzzentrum Niddastraße für den Pelzmarkt. Eine Auswahl dieser teils bissigen Glossen erschien 1970 im Winckelmann Verlag.
Vor den Frankfurter Pelzmessen wurde zusätzlich ein umfangreiches Heft Winckelmann Messeausgabe im Zeitschriftenformat mit zumeist farbigen Hochglanzfotos der Modelle der Pelzkonfektionäre herausgegeben. In seiner, anderen Modezeitschriften ähnlichen Aufmachung ragte es, zusammen mit der Winckelmann Fur Parade, aus den übrigen Verlagspublikationen heraus.
Am 1. Oktober 1979 wurde der Winckelmann Verlag, Savignystraße 49 von einer Kommanditgesellschaft in eine GmbH umgewandelt. Die Adresse Schubertstraße 13 wurde gleichzeitig hinfällig.
Für 1990/91, der Zeit der Wende in der DDR, erschien im DIN-A-Format ein Internationaler Pelzeinkaufsführer/Export – Pelzadress-Register, Adreßverzeichnis der Pelzindustrie in Kalenderaufmachung. Alle Anschriften konnten auch auf Etiketten für die Direktwerbung erworben werden.
- Die Version 1 umfasste alle „Pelzfirmen in den neuen Ost-Ländern (ex DDR). Kostenlos für Inserenten und Ost-Firmen“.
- Version 2 war „ein internationaler Einkaufsführer (Schwerpunkt Export). Nur Liste der Lieferanten. Kostenlos an Kürschner in West-Deutschland und Nachbarländer“.
- Version 3: „Mit Liste der Kürschner oder Wiederverkäufer. EDV-aktualisiert. Kostenlos für Inserenten.“

#### Nachfolge-Veröffentlichungen
Als nach dem Tod von John Winkelmann feststand, dass der Sohn Luke Winckelmann den Verlag nicht weiterführen würde, übernahm der Deutsche Pelzverband e. V., Frankfurt am Main einen Teil der nun letzten deutschen Branchenveröffentlichungen. Seit Oktober 2008 erscheint der seitdem monatlich herauskommende, ähnlich aufgemachte Pelzmarkt, mit dem Untertitel Newsletter des deutschen Pelzverbandes, Redaktion Barbara Sixt. Seit 2023 gibt es den Pelzmarkt nur noch digital. Sporadisch erschienen auch wieder Wandtabellen, die zweiblättrigen Ausgaben 1997-99 und 2012 auch mit den Adressen des Pelzeinzelhandels.

### Österreich, Schweiz

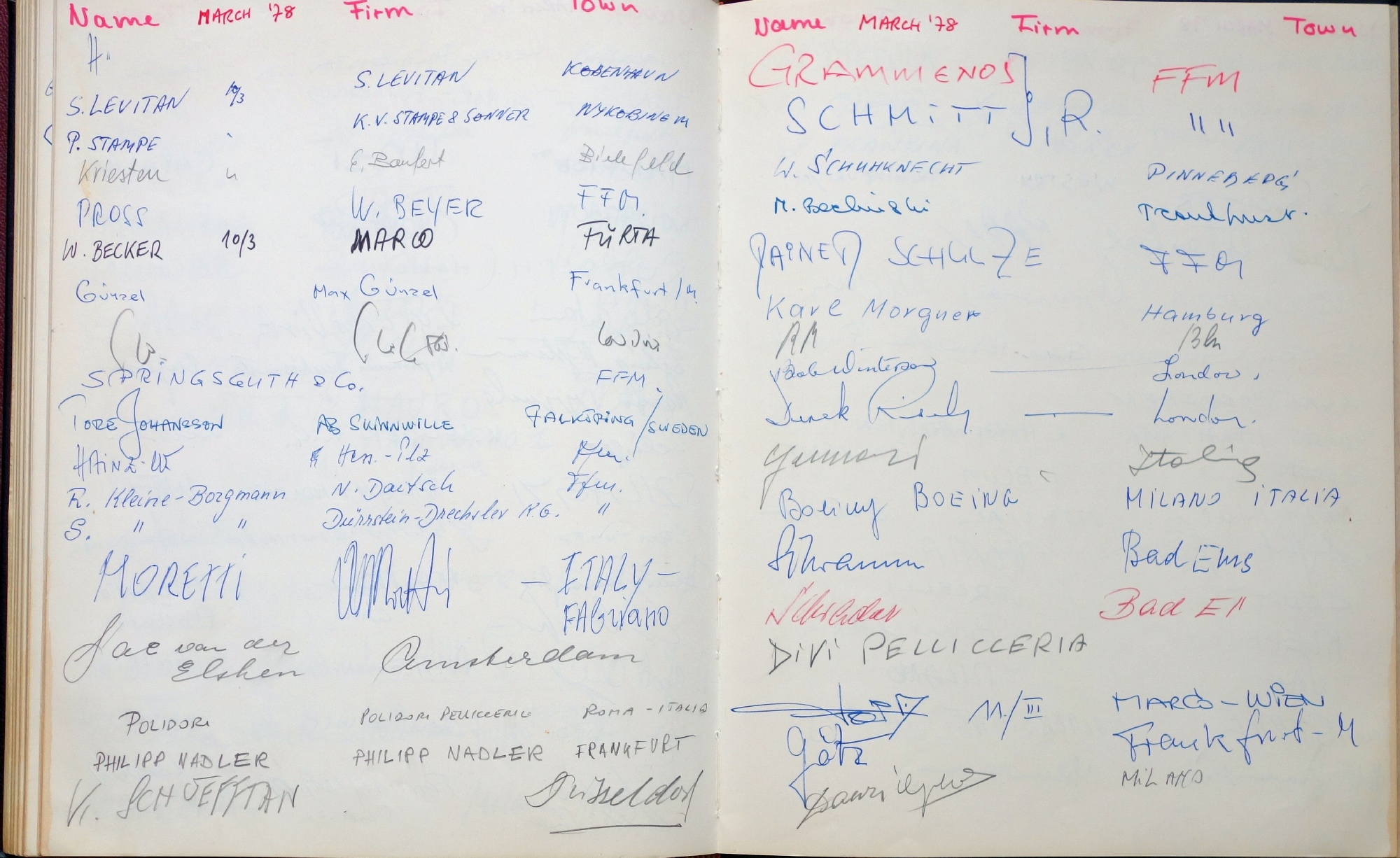
Auszug der Teilnehmer einer Rauchwarenauktion 11.–17. März 1978, ausgelegt in der unteren Lobby des Kopenhagen Fur Centers, Glostrup, Dänemark
(zwei Seiten aus dem Diarium von John Winckelmann)
Deutsche und österreichische, Käufer-Signaturen der beiden Seiten:
* Kriesten, Fa. Ernst Bonfert GmbH & Co. KG, Bielefeld
* Pross, Fa. W. Beyer, Frankfurt am Main
* W. Becker, Fränkische Pelzindustrie – Marco Pelz, Fürth
* Günzel, Fa. Max Günzel, Frankfurt am Main
* Fa. Springsguth & Co., Frankfurt am Main
* W. Hainz, Hessische Pelz- und Bekleidungsgesellschaft mbH., Frankfurt am Main
* R. Kleine Borgmann, Fa. Nachman Daitsch, Frankfurt am Main
* S. Kleine-Borgmann, Fa. Dürrstein-Drechsler KG, Frankfurt am Main
* Philipp Nadler, Fa. Philipp Nadler, Frankfurt am Main
* K. Schüfftan, Fa. Klaus Schüfftan, Düsseldorf
* Grammenos und R. Schmitt, Firma Theodor Grammenos, Frankfurt am Main
* W. Schuhknecht, Pinneberg
* Rainer Schulze, Firma Rainer Schulze, Frankfurt am Main
* Karl Morgner, Firma Karl Morgner, Hamburg
* R. M. (Rolf Maslinski), Firma Rolf Maslinski, Berlin
* Schramm, Firma Kurt Schramm, Bad Ems
* Schader?, Bad Ems
* [Foit?], Firma Fränkische Pelzindustrie – Marco Pelz, Wien
* Götz, Firma Armin Götz, Frankfurt am Main.

- Die 30. Ausgabe des Winckelmann Pelz-Adressbuches Österreich/Schweiz erschien für die drei Jahre 1970/1972. Sie umfasst 168 Seiten im üblichen kleinen Format. Als Herausgeber sind die Winckelmann Publications Ltd. in London und Winckelmann & Sons, New York angegeben.
- Die 36. Auflage Österreich/Schweiz 1983/5 enthält 160 Seiten. Der Verleger ist diesmal nicht vermerkt, dafür jedoch die Winckelmann-Vertretung für Österreich, Marion Zaludik in Wien-Mauer und für die Schweiz Adolf Spitzer, Erben in Zürich.
- Eine 37. Ausgabe für 1988 enthält nur die Schweiz, sie umfasst 92 Inhalt enthaltende Seiten. Den größten Anteil daran hat allerdings mit 63 Seiten der übliche Part der auswärtigen Unternehmensanzeigen.[28]

### Großbritannien
Die erste Ausgabe des in London herausgegebenen Adressverzeichnisses für Großbritannien erschien im Jahr 1921. Die von Ralf Winckelmann nach dem Bombenangriff (in englischen Ausgaben auch Ralph) neu zusammengetragenen Ausgaben wurden von ihm, als er im Januar 1990 aus Gt. St. Thomas Apostle ausziehen musste, der Guildhall Library übergeben.
- Die 37. Auflage Fur Trade Directory of Gt. Britain erschien nach dem Ende des Zweiten Weltkrieges (1939–1945) im Jahr 1946. Sie umfasste 304 Seiten. Herausgeber war Ralph Winckelmann mit der Londoner Geschäftsstelle 55 Hartington Road.[32]
- Die umfangreicheren Ausgaben 1971/72 und 1973/74 erschienen mit knapp 15,5 cm gering höher als der Standard, sie umfassten 302 und 304 Seiten. Die wieder kleineren Bücher Nr. 73 und 75 zeigen bereits eine weiter starke Verringerung des Umfanges, von 192 auf 148 Seiten.[33][34]

Im Jahr 1986 beklagte ein Leser des Fur Bulletins die mangelnde Anerkennung, die Mitglieder der Pelzbranche inzwischen in Großbritannien erfuhren. Der Herausgeber bestätigte den Rückgang des Pelzhandels anhand seiner Zahlen (im Gegensatz zu den noch besser dastehenden übrigen europäischen Ländern): Im Jahr 1980 umfasste das englische Pelzfachverzeichnis 284 Seiten, 1986 bereits nur noch 128. Anstelle von über 2000 eingetragenen Firmen waren es jetzt noch 850.

### Belgien, Niederlande, Luxemburg
Für die Beneluxstaaten erschien eine 136-seitige, nicht nummerierte Ausgabe des Adressbuches mit dem Datum 1985/6; eine etwas großformatiger als übliche Ausgabe von 1971 mit 196 Seiten. Die Redaktion lag jeweils bei der Londoner Geschäftsstelle, in Brüssel vertrat sie die Agentur Henri Ridder, in der jüngeren Ausgabe auch Dick van Duijn im holländischen Naarden.
Im Jahr 1986 kam auch die italienische Ausgabe unter der niederländischen Adresse heraus, Christopher Winckelmann International Limited, Leiden, Ravelstraat 10.
Für 1947 erschien eine Wandtabelle für Belgien im Format 85 × 100 cm mit pelzrelevanten Unternehmen, Commercants en Fourrures de Belgique 1947. Supplement a'lannuaire Winckelmann 1947. Editeur R. Winckelmann, 70, High Holborn, London W. C. Der Repräsentant für Belgien war Roberg, rue van Hove, 20, Brüssel.

### Dänemark, Norwegen, Schweden, Finnland (Skandinavien)
- Das erste Fachverzeichnis für Skandinavien erschien 1938, der Krieg stoppte alle Aktivitäten jedoch bereits im darauffolgenden Jahr.[1]
- Der 37. Pelsadresskalendrar Skandinavien für Dänemark, Norwegen, Schweden und Finnland kam für 1970/71 heraus. Das 15,5 cm hohe Taschenbuch umfasste 210 Seiten. Herausgeber war Winckelmann Publications, New York City und London. Skandinavische Vertreter waren Sven Lyngber, Kopenhagen; Kaare Lund, Oslo und die Schneiderei-Zubehörfirma K. B., Stockholm.[38]
- Das mit 15 cm Höhe und einem Zentimeter weniger Breite geringfügig kleinere 43. Verzeichnis 1984/85 beinhaltete 178 Seiten.[39]

### Frankreich
Die französischen Winckelmann-Fachadressbücher heben sich durch ganz besonders großen Umfang von den übrigen Länderausgaben ab.
- Die Ausgaben Winckelmann France 1971, 56e Annuaire des pelletiers et fourrures und die 58. Ausgabe 1973/74 sind knapp 17 cm hoch und umfassen 312 und 316 Seiten.[40] Die 66. Ausgabe 1983/4 ist mit 15 cm etwas kleiner, hat jedoch 352 Seiten. Herausgeber war der Londoner Winckelmann Verlag.

### Griechenland
Die griechische „Kürschnerstadt“ Kastoria ist noch heute ein wesentlicher Produzent von Pelzhalbfabrikaten und Pelzkonfektion. Bis Ende der 1950er Jahre zählte Kastoria 8000 Einwohner, 1971 hatte sich die Einwohnerzahl verdoppelt, 2010 waren es bereits 37.000. Diese Entwicklung ist auf die einseitig auf die Pelzindustrie ausgerichtete Wirtschaft der Stadt zurückzuführen. Der Boom im Pelzabsatz, insbesondere in der Bundesrepublik der Nachkriegszeit, führte zu einer in Griechenland ungewöhnlichen wirtschaftlichen Expansion. Die Zahl der Pelzbetriebe betrug 1972 etwa 2000. 1988 wurde die Gesamtzahl der Werkstätten in den Gebieten in und um Kastoria und Siatista mit 5000 angegeben, die zusammen 15.000 Mitarbeiter beschäftigten. Rund 80 Prozent der in Industrie und Gewerbe tätigen Menschen im Kreis Kastoria, einer ansonsten land- und forstwirtschaftlich geprägten Gegend, waren 1978 in der Pelzindustrie beschäftigt.
- Die für 1987 und 1989 erschienenen Adressbücher für Griechenland Winckelmann Guide enthalten keine Auflagennummern. Der Umfang dieser beiden 15 cm hohen Taschenbücher beträgt 90 und 128 Seiten. Der Schriftsatz erfolgte durchweg in lateinischen Lettern, die Werbeanzeigen waren, neben Englisch, häufig auf Deutsch abgefasst, entsprechend dem hauptsächlichen Abnehmerland für griechische Pelzprodukte. Herausgeber war Ralf Winckelmann in London, der die 1987er Ausgabe „in bleibender Erinnerung seinem Freund Gus Georgiou“ widmete.[43] Das gleichzeitig mit der griechischen Ausgabe erschienene Winckelmann International Fur Traders’ Guide 1987 – Incorporating Greek Guide – Internationales Pelz-Quellen Register mit einem Supplement „Winckelmann“ Deutschland enthält 80 Seiten.

- In gleicher Aufmachung wie der deutsche Winckelmann Pelzmarkt erschien im griechischen Pelzverarbeitungs- und Pelzhandelszentrum Kastoria eine undatierte Zeitschriftenausgabe mit dem Titel Kastoria, Herausgeber Christopher Winckelmann, Kastoria. Sie ist in Englisch verfasst und enthält auf Deutsch eine Beschreibung Kastorias, verfasst von Leonidas Pouliopoulos.[44]

### Hongkong, China, Japan, Korea, Taiwan
Die dritte Ausgabe des  Fur Directory Hong Kong 1986/7 über den Pelzhandel in China beinhaltet in ihrem Untertitel neben Hongkong auch China, Japan, Korea und Taiwan. Herausgeber war Winckelmann London. Sie umfasst 144 Seiten in lateinischen Schriftzeichen und entspricht in der Aufmachung dem üblichen Standard. 54 Seiten davon umfassen Anzeigen ausländischer Anbieter, davon 11 aus Deutschland, darunter das DDR-Unternehmen Interpelz. Festlandchina ist als besonderer Großlieferant einheimischer Rauchwaren mit nur drei Seiten unverhältnismäßig gering vertreten.

### Israel
Für Israel, dortige Spezialität insbesondere die Anfertigung von Breitschwanz-Halbfabrikaten, erschien mit Verlag in London, zumindest im Jahr 1980 ein vierseitiges Blatt mit den dortigen Pelzverarbeitern und -händlern, Titel Fur manufacturers, exporters and distributors of fur goods in Israel.

### Italien

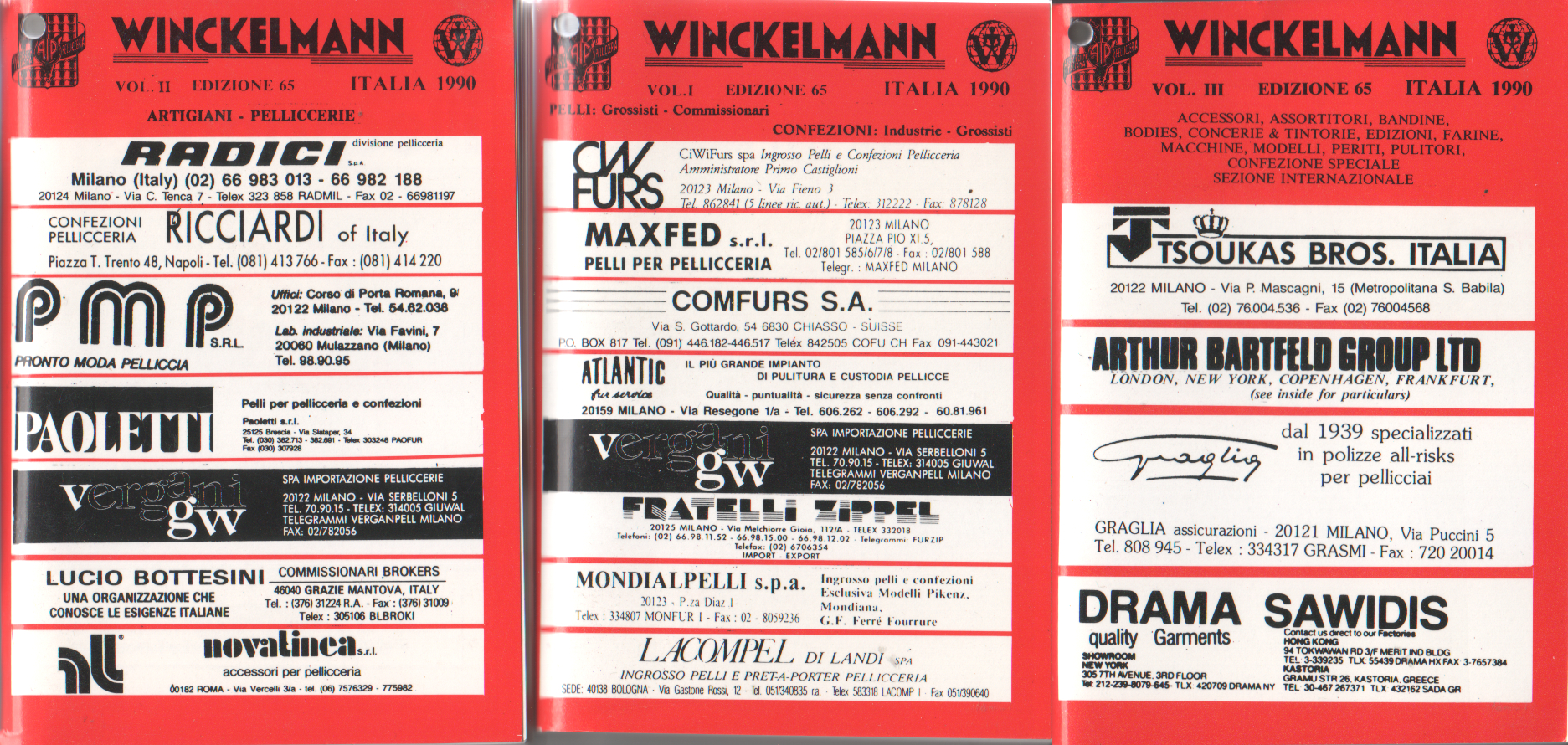
Winckelmann-Adressbücher 1990 für Italien

- Die erste Ausgabe in Italien ging 1939 in Druck.[1]
- Die nun bereits 46. Auflage des Winckelmann Italia, Guida della pellicceria erschien 1971. Sie umfasst 332 Seiten und einen Vorsatz von 28 Seiten. Beigefügt war außerdem ein 16-seitiges Supplement mit Pelz-Handwerkeradressen. Neben dem New Yorker Verlag Winckelmann & Sons Ltd. und Winckelmann Publication Ltd., London war als Schweizer Kontaktadresse Lugano, Via Fontana 18, angegeben.[47]
- 1973 kam die 48. Auflage heraus. Sie hat noch das größere Format mit einer Höhe von 17,5 cm. Sie enthält 344 Seiten. Neben dem Londoner Verlag und der Schweizer Adresse in Lugano war die Mailänder Adresse Via Fontana 18 eingetragen.
- Die Ausgabe 1983 Italia 1983 erschien im kleineren, 15 cm hohen Format, jedoch in drei Teilen. Der umfangreichste Band hat 408 Seiten zuzüglich 90 Seiten mit ausländischen Anzeigen. Das als 2. Volume erschienene Heft umfasste 152 Seiten, zudem eine, in allen Ländern häufig enthaltene, Übersetzungsliste von Fachbegriffen in mehrere Sprachen. Ein drittes Heft mit 32 Seiten Incrosso Pelliccerie Commissionari beinhaltet noch einmal separat die Adressen des Großhandels und der Kommissionäre. Verlag war in den Niederlanden Christopher Winckelmann International Limited, Leiden, Ravelstrae 10.
- Die 65. Auflage erschien ebenfalls in drei Ausgaben: Vol. I mit Großhandel und Kommissionären, 144 Seiten. Vol. II mit Handwerkern und Pelzwaren, 164 Seiten. Vol. III mit Zutatenhändlern und sonstigen der Pelzbranche zuarbeitenden Unternehmen, ca. 156 Seiten. Als Herausgeber ist jetzt wieder London mit der Winckelmann Publications Ltd. angegeben, zusätzlich die Winckelmann Verlag GmbH in Frankfurt/Main. Der italienische Repräsentant war das Studio PDA in Mailand, Via Cagnola 3.[48]

Befördert durch die Mailänder Pelzmesse „Mifur“ erschienen dort neben dem Winckelmann und dem Verzeichnis der Aussteller verschiedene Pelzfachverzeichnisse anderer Unternehmen, insbesondere des Mailänder Verlags „Pagin-edizioni“, die den Winckelmann teils überdauerten. Pagin-edizioni besaß bereits 1986 und davor vom Winckelmann Verlag eine Konzession zum Druck des italienischen Fachadressregisters. Nach Meinungsverschiedenheiten wurde diese Zusammenarbeit Ende 1988 beendet. Seit Ende August 1994 wurden im Winckelmann Fur Bulletin wichtige Beiträge auch in Italienisch abgedruckt.

### Nordamerika
Das New Yorker Pelzviertel gehörte zu den drei großen Welthandelsplätzen für Pelzfelle und in Nordamerika für Pelzkonfektion. Für die Vereinigten Staaten erschien, nicht im Winckelmann Verlag, ein aufwändiges, in Leinen gebundenes Telefonbuch nur für die Pelzbranche, im großen Format 29 × 22 cm. Die im Jahr 1936 erschienene Ausgabe Nr. 39 wiegt knapp zwei Kilogramm und enthält 682 Seiten.
- Das erfolgreiche New Yorker Verzeichnis ging 1929 durch einen Verrat verloren („lost through treachery“).[1] Eine Ausgabe des Winckelmann-Pelzfachverzeichnisses für New York wird in den Länderadressbüchern unter anderem im Jahr 1973 erwähnt.

Auch für die Messen der USA gab es Winckelmann-Veröffentlichungen im Zeitschriftenformat.
- Die Winckelmann’s AIFF Special, Furs America Fair-Issue im Format 21,5 × 29 cm erschien beispielsweise für März 1981 mit 64 Seiten. Sie enthielt viele, meist ganzseitige schwarz-weiße Fotos. Der Hauptteil waren Inserate, unter anderem von renommierten US-amerikanischen und Pelzkonfektionären anderer Länder, wie Leopold Brothers, Revillon Frères, Louis Milona, Wagner Fur, R. & I. Furs, Mink Mart, Moschus Furs, Karabelas, Durable Furs, Alixandre, Leonard Springer, Joel and Barry, Sol Silberzweig, Gus Goodman, Berman Bros, Christie Brothers, Alex Furs, Sam Silverman oder Reynard.

### Spanien, Portugal
Für die spanische Ausgabe zeichnete viele Jahre der Bruder von Ralph Winckelmann, Christopher Winkelmann (* 1941 In Dorking (Surrey); † 28. August 1996 in Narbonne), verantwortlich. In New York hatte er seine Berufslaufbahn als Vertreter für ein Büromaschinenunternehmen begonnen. Nach Europa zurückgekehrt war er gleichzeitig für das Unternehmen seiner Familie tätig. Trotz in den 1980er Jahren zunehmenden erheblichen gesundheitlichen Problemen eröffnete er nach 1990 ein bald beliebtes Restaurant mit Bar in Paraza nahe Carcassonne. Er starb im Alter von 55 Jahren, er hinterließ einen Sohn, Charles Winckelmann.
- Für das Jahr 1971 erschien für Spanien und Portugal die 31. Auflage des Guia de la Industria Peletera (Ante y Napa). Das 16 cm hohe Taschenbuch mit einem Anhang für Wildleder und Nappa hatte 80 Seiten. Herausgeber waren Winckelmann Publications und Winckelmann & Sons, mit offiziellem Büro in London. Die Ländervertretungen lagen bei Winckelmann, Madrid und bei Adolfo Korn in Lissabon.[53]
- Die 38. Ausgabe für 1986 umfasste bereits 164 Seiten, 176 Seiten die 39. Ausgabe für 1988. Herausgeber war die Winckelmann Publication Ltd., London. Verantwortlich für Spanien war jetzt die 1985 von Christopher Winckelmann geschiedene Ehefrau, Cristina Winckelmann, Adresse C/ Vaquer, 19 - Portals Nous (Mallorca).[54]

### Ungarn

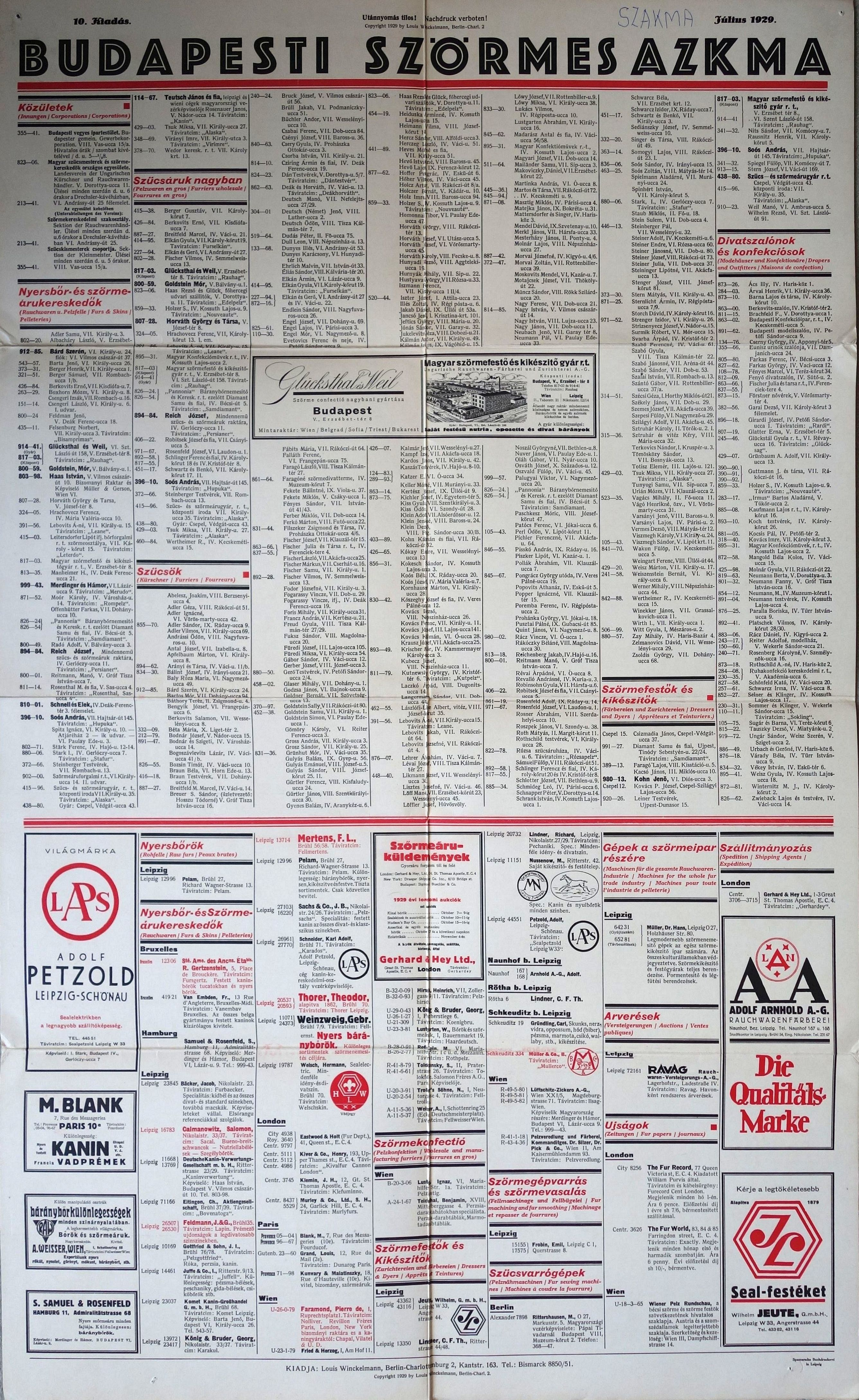
Winckelmann-Wandtabelle 1929 für Budapest, Ungarn

Die 10. Auflage der Winckelmann-Tabelle für Ungarn mit Pelzfirmen, Budapesti Szörmes Azkma, erschien in Budapest im Juli 1929, Verleger war Louis Winckelmann, Berlin. Die Tabelle im Format 55 × 90 cm war auf Karton gedruckt, im Gegensatz zu den Nachkriegsauflagen der westlichen Länder auf Hochglanzpapier.

### International

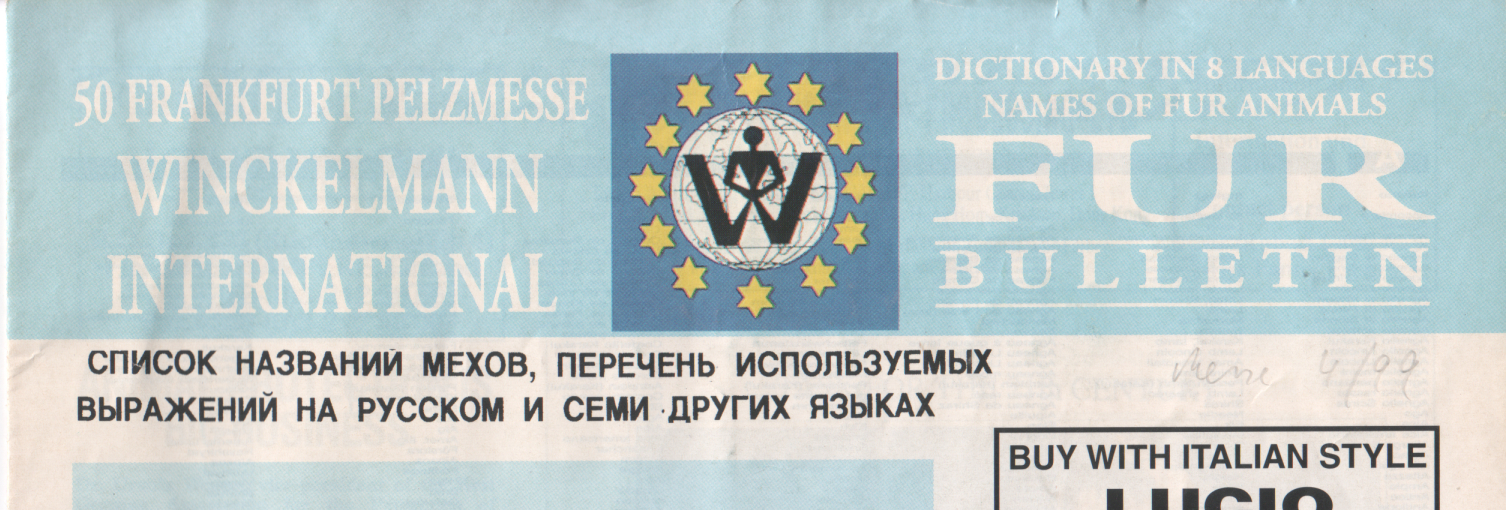
Titel von Winckelmann International – Fur Bulletins anlässlich der 50. Frankfurter Pelzmesse (1999)

Die internationalen, nach Ländern strukturierten Adressverzeichnisse scheinen in der Regel nicht umfangreicher gewesen sein als die Ausgaben der Hauptgebrauchsländer von Pelzen.
- Eine nicht datierte Ausgabe, etwa aus den 1980er Jahren, in der Größe ca. 14,5 × 10,5 cm enthielt etwa 226 Seiten. Herausgeber war Winckelmann London, unter dem englischen Titel International Fur Guide stand auch Internationales Pelz-Quellen Register, mit Telex Nummern. Der Druck ohne Seitennummerierung erfolgte in Singapur.

- Für 1989 erschien fast gleich groß, ein nur 79-seitiger International Fur Traders Guide, mit dem deutschen Zusatztitel und dem Vermerk Mit Telex Nummern Supplement „Winckelmann“ Deutschland.[56]

Das wesentliche Informationsblatt der internationalen Pelzbranche war Winckelmann International – Fur Bulletin und zeitweilig in gleicher, DIN A4 großer, Aufmachung der Sales Report. Unter John Winckelmann wurden beide Ausgaben in einer zusammengefasst.
- Erstmals 1954 erschien das englischsprachige Winckelmann International – Fur Bulletin. Die Adresse im Jahr 1988 lautete Winckelmann Publications Ltd., 4 Great St. Thomas Apostle, London. Der Inhalt waren wieder hauptsächlich Anzeigen, vermischt mit kurzen Branchennachrichten. Die 8-seitige Ausgabe vom 25. November 1988 hat die laufende Nummer 2150.

- Der erste Winckelmann Sales Report erschien am 11. Dezember 1974, herausgegeben vom Winckelmann Verlag KG, John Winckelmann, Frankfurt am Main, mit Filiale im dänischen Glostrup beim ehemaligen Auktionszentrum Kopenhagen Fur. Es folgten in schneller, auktionsbedingter Folge Ausgaben am 15., 16., 17. und 18. Dezember. Am 28. Dezember des Folgejahres erschien die Ausgabe Nummer 28, also 23 Ausgaben im abgelaufenen Jahr 1975.

- Das Bulletin vom 10. Januar 2003 erschien in der 2584. Auflage, der gleichzeitige, jetzt in einer Ausgabe zusammengefasste Sales Report in 713. Auflage. Herausgeber war Winckelmann Communication Frankfurt. Über längere Zeit wurden wichtige redaktionelle Beiträge neben Englisch auch in Italienisch abgedruckt.

Das aufwändigste der für den Weltmarkt produzierten Erzeugnisse des Verlags war die Fur Parade International im Zeitschriftenformat, Erstausgabe 1947. Hier konnten Pelzkonfektionäre in meist ganzseitigen, schwarz-weißen und später auch farbigen Fotos ihre neuen Kreationen vorstellen.
- Die Nummer 135 der Fur Parade International erschien 1983 im Winckelmann Verlag, Frankfurt/Main und New York, mit ca. 84 Seiten, 21 × 28 cm. Die Nummer 158, April 1990, Winckelmann Verlag, umfasste 56 Seiten.